# Sash!
Sash! és un conjunt alemany de música house i dance format per un DJ i un productor. Està liderat per Sascha Lappessen (nascut el 10 de juny de 1970, a Nettetal, Alemanya), el qual treballa a l'estudi amb Ralf Kappmeier i Thomas "Alisson" Lüdke. Les seves cançons combinen diverses llengües i algunes de les més conegudes van arribar a les llistes dels més venuts a finals dels 90.

## Èxits
El 1996, SASH! va llançar "It's My Life", que es va convertir en un èxit europeu. El 1997, amb Sabine Ohmes com a cantant, SASH! llançà "Encore una fois". Va assolir el número 2 a la carta de singles del Regne Unit, a més dels 10 primers de cinc països i va entrar en la llista dels 20 millors singles en set països.
El mateix any, SASH! va produir "Equador" i "Stay" .Tots dos van arribar també al número 2 de la taula de singles del Regne Unit. El 1998, SASH! va llançar el primer senzill del seu segon àlbum, "La Primavera", que va arribar al número 3 al Regne Unit, "Mysterious Times", (núm. 2), i "Move Mania", (núm. 8). L'any següent, "Color the World" va assolir el número 15 del Regne Unit.

## Discografia

### Àlbums
- 1997 It's My Life - The Album #6 Regne Unit; #38 Alemanya
- 1998 Life Goes On #5 Regne Unit; #31 Alemanya
- 2000 Trilenium #13 Regne Unit; #43 Alemanya
- 2000 Encore Une Fois - The Greatest Hits #33 Regne Unit; #62 Alemanya
- 2002 S4!Sash!
- 2007 10th Anniversary
- 2008 The Best Of
- 2012 Life Is A Beach
- 2013 Life Changes